# Прапор Городоцького району (Львівська область)
Пра́пор Городо́цького райо́ну — офіційний символ Городоцького району Львівської області, затверджений 1 липня 2003 року рішенням сесії Городоцької районної ради. Автор — Гречило А. Б.

## Опис
Прапор являє собою прямокутне жовте полотнище зі співвідношенням сторін 2:3, в центрі якого розміщена червона вежа із зачиненими воротами, а зліва та справа від неї знаходяться дві сині восьмипроменеві зірки.